# 2-й Гоголівський провулок (Житомир)
2-й Гоголівський провулок — провулок у Корольовському районі Житомира. Назва на честь письменника Миколи Гоголя походить від назви вулиці, з якої провулок бере початок — Гоголівської.

## Розташування
Провулок розташований у привокзальній частині міста, на теренах Путятинки. З'єднує вулиці Гоголівську та Бориса Тена.  

## Історія
Більша частина провулка, що прямує на південний захід (частина провулка до будинків №№ 8,9) являє собою збережену частину дороги, що з'єднувала хутір Кашперовського (Сейферта) зі шляхом на Вацків (Вацківським провулком), прямуючи вздовж правого берега річки Путятинки. На початку ХХ століття уздовж дороги (майбутнього провулка) поставала одна садиба. Забудова провулка сформувалася до 1960-х рр. Отримав назву (чинну) в 1957 році.
До 1980-х років провулок був довшим та брав початок у Вацківському провулку. Оскільки останній частково зник в результаті забудови місцевості багатоповерхівками, провулок починається кутком північніше Гоголівської вулиці (біля багатоквартирних будинків №№ 53, 55). 